# コロージミ
コロージミ（イタリア語: Colosimi）は、イタリア共和国カラブリア州コゼンツァ県にある、人口約1,200人の基礎自治体（コムーネ）。

## 地理

### 位置・広がり

#### 隣接コムーネ
隣接するコムーネは以下の通り。
- ビアンキ
- カルパンツァーノ
- マルツィ
- パレンティ
- ペディヴィリアーノ
- シリアーノ
- ソルボ・サン・バジーレ (CZ)
- ソヴェリーア・マンネッリ (CZ)
- タヴェルナ (CZ)

## 行政

### 分離集落
コロージミには、以下の分離集落（フラツィオーネ）がある。
- Arcuri, Carrano, Coraci, Gigliotti, Manche, Mascari, Melilla, Rizzuti, Trearie, Volponi